# Albin Grau
Albin Grau (Berlín,[cita requerida] 22 de diciembre de 1884 – Hausham, 27 de marzo de 1971) fue un artista, arquitecto y ocultista alemán, conocido principalmente por su labor de productor y diseñador de producción de la película Nosferatu (1922) dirigida por Friedrich Wilhelm Murnau. Fue en gran medida responsable del aspecto y el espíritu de la película, incluidos los decorados, los trajes, los guiones gráficos y los materiales de promoción. 

## Trayectoria
Estudiante de ocultismo de toda la vida y miembro de Fraternitas Saturni, bajo el mágico nombre de Maestro Pacitius, Grau pudo impregnar a Nosferatu de un trasfondo hermético y místico. Un ejemplo concreto fue el contrato críptico que el Conde Orlok y Knock intercambian, que está escrito en enoquiano, con símbolos herméticos y alquímicos. Grau fue también una fuerte influencia en la apariencia verminosa y demacrada de Orlok. Tuvo la idea de rodar una película de vampiros mientras servía en el ejército alemán durante la Primera Guerra Mundial, cuando un granjero serbio le dijo que su padre era un vampiro y uno de los no muertos.
Antes de que Grau y Murnau colaboraran en Nosferatu, Grau tenía previsto crear varias películas dedicadas al ocultismo y lo sobrenatural a través de su estudio, Prana Film. Como Nosferatu era una traducción libre y no autorizada del libro Drácula de Bram Stoker, Prana tuvo que declararse en quiebra para eludir las demandas por infracción. Esto hizo de Nosferatu su única versión. 

## La Conferencia de Weida
En 1925, Grau participó en la Conferencia de Weida, una reunión internacional de líderes de lo oculto organizada en Hohenleuben, junto con su secretario de la logia Eugen Grosche (Frater Gregorius), Maestro de la Logia Danzig, Otto Gebhardi (Frater Ich lo hará), la amante de Gebhardi Martha Kuntzel (Soror Ich will es), Heinrich Tranker (como Frater Recnartus, jefe de la logia oculta rosacruz Collegium Pansophicum, alias Pansophic Orient Lodge, Berlín) y su esposa Helen, y Aleister Crowley con su séquito de Leah Hirsig, Dorothy Olsen, y Norman Mudd. Grau rodó una película de la conferencia, actualmente perdida.
La conferencia no fue un evento fácil y Traenker retiró su apoyo a Crowley. Las diferencias entre Traenker y Crowley llevaron a un cisma en la Logia Pansófica entre los hermanos que no estaban de acuerdo con Crowley y aquellos que aceptaron la Ley de Crowley de Thelema, incluyendo a Gregorius y Grau. Siguiendo estas diferencias, la Logia Pansófica se cerró oficialmente en 1926. Aquellos hermanos de la Logia Pansophia que aceptaron las enseñanzas de Crowley se unieron a Grosche para fundar la Fraternitas Saturni.
Pacitius (Grau) renunció a todos los títulos de la logia, rechazando la invitación a encabezar la nueva orden, y dejó la Cátedra del Maestro de la Fraternitas Saturni, Berlín Oriental, a Eugen Grosche, quien la conduciría como Maestro Gregorius a la nueva era Acuariana/Saturniana. Grau contribuyó con artículos fascinantes, aunque matemáticamente oscuros, sobre geometría sagrada a la revista Saturno Gnosis que produjo de manera excelente Fraternitas Saturni (cinco números entre julio de 1928 y marzo de 1930).

## Últimos años
Después de que Fraternitas Saturni fuera prohibida en 1936 por el régimen nazi, Grau fue amenazado por la persecución, pero logró emigrar a Suiza. Al terminar la guerra, regresó a Alemania para dedicarse al arte comercial y vivió en el pueblo alpino de Bayrischzell, Alta Baviera, hasta su muerte en 1971. Bayrischzell lo honra hasta el día de hoy.

## Cultura popular
Grau es uno  de los principales protagonistas del relato de ficción sobre el rodaje de Nosferatu, en la película titulada La sombra del vampiro (2000), dirigida por el estadounidense E. Elias Merhige. Fue interpretado por Udo Kier.

## Filmografía
- 1921 – Nosferatu. Producción, decorados, trajes, maquillaje.
- 1923 – Sombras. Idea, decorados, trajes.
- 1925 – Pietro, der Korsar. Decorados, trajes.
- 1925 – Das Haus der Lüge. Decorados.
- 1926 – Die Biene Maja und ihre Abenteuer.
- 1930 – Die zwölfte Stunde. Decorados, trajes, maquillaje.